# Psychotria megalantha
Psychotria megalantha là một loài thực vật có hoa trong họ Thiến thảo. Loài này được Lorence miêu tả khoa học đầu tiên năm 1987.